# Сікаріо
«Сікаріо» (ісп. Sicario) — американський кримінальний фільм-трилер, знятий Дені Вільневом за сценарієм Тейлора Шерідана. У головних ролях — Емілі Блант, Бенісіо дель Торо, Джош Бролін та Джон Бернтал. Світова прем'єра стрічки відбулась 19 травня 2015 року на Каннському кінофестивалі, а в Україні — 26 листопада 2015 року.

## Сюжет
У Мексиці слово «Sicario» означає кілер або найманий вбивця.
Зразковий агент ФБР Кейт Мейсер у супроводі групи спецназу при виконанні чергового завдання на території Ель Пасо бере штурмом будинок, всередині якого виявляють масове поховання тіл. Розслідування наводить на сімейство Діаз, чий наркобізнес процвітає по обидві сторони мексиканського кордону. Щоб зупинити беззаконня і покарати відповідальних за смерть невинних людей, Кейт приєднується до секретної американської цільової групи.

## У ролях
- Емілі Блант — Кейт Мейсер[4]
- Бенісіо дель Торо — Алехандро[5]
- Джош Бролін — Метт[6]
- Віктор Ґарбер — Дейв Дженнінгс
- Джон Бернтал — Тед[7]
- Деніел Калуя — Реджі Вейн[8]
- Джеффрі Донован — Стів Форсінг[9]
- Хуліо Седільо — Фаусто Аларкон
- Рауль Трухільо — Рафаель
- Максиміліано Ернандес — Сільвіо[10]

## Виробництво

### Розробка
6 грудня 2013 року режисер Дені Вільнев заявив, що зніматиме фільм «Сікаріо» про мексиканський кордон за сценарієм Тейлор Шерідана. Продюсювання і фінансування взяли на себе Black Label Media та Thunder Road Pictures. Продюсерами стали Безіл Іваник, Тед Лакінбілл, Едвард Макдоннелл та Моллі Сміт.

### Кастинг
2 квітня 2014 року Емілі Блант перебувала у заключних переговорах щодо головної ролі Кейт Мейсер, агента ФБР з Туксону, яка перетинає мексиканський кордон, щоб розшукати наркобарона. Пізніше, 4 квітня, Бенісіо дель Торо приєднався до акторського складу для зображення Алехандро, найманця, який об'єднується з героїнею Блант. 6 травня Lionsgate придбала права на прокат фільму у США, а Lionsgate International — у світі. 23 травня було оголошено, що оператор Роджер Дікінс знову працюватиме з Дені Вільневом над «Сікаріо», раніше він знімав «Полонянки». 29 травня Джон Бернтал отримав роль Теда. 30 травня Джош Бролін приєднався до акторського складу, щоб зіграти Метта, агента ЦРУ, який створює цільову групу і бере в неї Кейт Мейсер зі SWAT команди Туксону. 6 червня актор Деніел Калуя отримав роль Реджі Вейна, агента ФБР, який співпрацює з Кейт Мейсер. 24 червня Максиміліано Ернандес отримав роль Сільвіо, продажного копа Мексики. 21 липня Джеффрі Донован приєднався до фільму для зображення Стіва Форсінга, агента Управління боротьби з наркотиками, який опиняється у перестрілці на кордоні Хуарез під час перевезення в'язня.

### Зйомки
Основні зйомки почались 30 червня 2014 року в Альбукерке штату Нью-Мексико.

### Музика
27 серпня 2014 року Йоганн Йоганнссон був найнятий для написання музики для фільму.

## Випуск

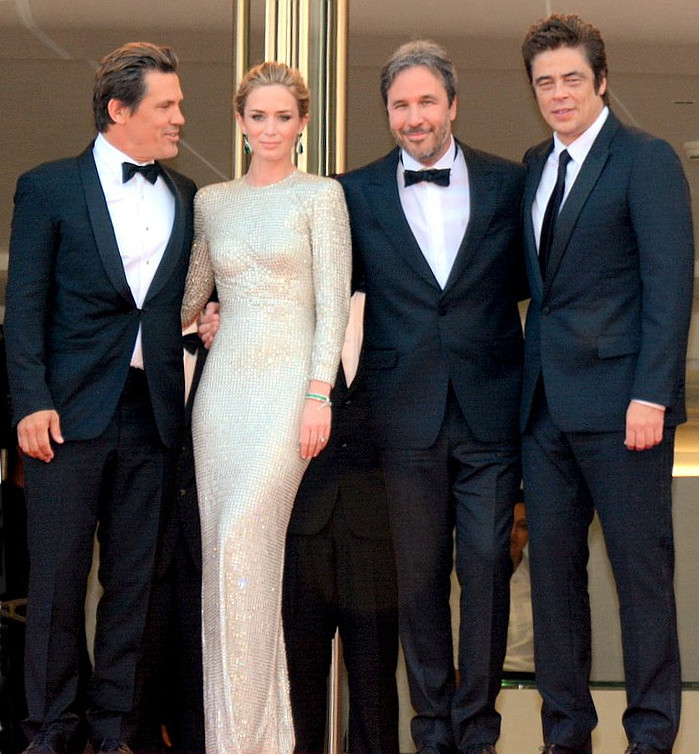
Джош Бролін, Емілі Блант, Дені Вільнев та Бенісіо дель Торо на Каннському кінофестивалі 2015.

23 грудня 2014 року Lionsgate призначила дати обмеженого і широкого прокату — 18 і 25 вересня 2015 року відповідно. Фільм увійшов у секцію «Спеціальних показів» на міжнародному кінофестивалі у Торонто 2015.

### Критика
На Каннському кінофестивалі 2015 фільм отримав схвалення від критиків. На вебсайті Rotten Tomatoes фільм отримав «свіжий» рейтинг у 87 %, який заснований на 15 рецензіях, а його середній бал становить 7,8/10. На Metacritic фільм отримав 83 бали зі 100, які засновані на 9 рецензіях, що означає «загальне схвалення».

## Визнання
| Нагороди та номінації фільму «Сікаріо» | Нагороди та номінації фільму «Сікаріо» | Нагороди та номінації фільму «Сікаріо» | Нагороди та номінації фільму «Сікаріо» | Нагороди та номінації фільму «Сікаріо» | Нагороди та номінації фільму «Сікаріо» |
| Рік                                    | Нагорода                               | Категорія                              | Номінант                               | Результат                              | Дж                                     |
| -------------------------------------- | -------------------------------------- | -------------------------------------- | -------------------------------------- | -------------------------------------- | -------------------------------------- |
| 2016                                   | Премія БАФТА                           | Найкраща чоловіча роль другого плану   | Бенісіо дель Торо                      | Номінація                              | [ 21 ] [ 22 ]                          |
| 2016                                   | Премія БАФТА                           | Найкраща операторська робота           | Роджер Дікінс                          | Номінація                              | [ 21 ] [ 22 ]                          |
| 2016                                   | Премія БАФТА                           | Найкраща музика до фільму              | Йоганн Йоганнссон                      | Номінація                              | [ 21 ] [ 22 ]                          |
| 2016                                   | Премія «Оскар»                         | Найкраща музика до фільму              | Йоганн Йоганнссон                      | Номінація                              | [ 23 ] [ 24 ]                          |
| 2016                                   | Премія «Оскар»                         | Найкращий звуковий монтаж              | Алан Роберт Мюррей                     | Номінація                              | [ 23 ] [ 24 ]                          |
| 2016                                   | Премія «Оскар»                         | Найкращий оператор                     | Роджер Дікінс                          | Номінація                              | [ 23 ] [ 24 ]                          |

## Продовження
У вересні 2015 року було повідомлено, що компанія Lionsgate розробляє продовження «Сікаріо», де головним героїм стане персонаж актора Бенісіо дель Торо. Було заявлено, що до сиквелу повернеться сценарист Тейлор Шерідан і режисер Дені Вільнев, але останній вже як продюсер. У квітні 2016 року продюсери Тед Лакінбілл і Моллі Сміт відзначили, що актори Емілі Блант і Джош Бролін також повернуться до продовження. 1 червня 2016 року італійський режисер Стефан Солліма був оголошений режисером сиквелу, який отримав назву «Солдадо». У листопаді 2016 року було повідомлено, що Блант не повернеться, а історія фільму розгорнеться навколо персонажів дель Торо та Броліна, які спробують спровокувати війну з Соноранським наркокартелем, вкравши доньку його лідера.